# Listă de lucrări despre rezistența anticomunistă din România
Aceasta este o listă cuprinzând o bună parte a lucrărilor despre rezistența anticomunistă din România, publicate până în anul 2005.
- Apostolescu Marilena, Bogdan Anca, Desa Stanca, Roske Octavian, Rezistența anticomunistă în România, 1945-1965. Retrospectivă bibliografică: 1990-1994, I, 1990, Arhivele Totalitarismului, nr. 4/1994, p. 244-266

- Apostolescu Marilena, Bogdan Anca, Desa Stanca, Roske Octavian, Rezistența anticomunistă în România, 1945-1965. Retrospectiva bibliografica, 1990-1994, II, 1991, Arhivele Totalitarismului, nr. 1/1995, p. 250-287

- Apostolescu Marilena, Bogdan Anca, Desa Stanca, Roske Octavian, Rezistența anticomunistă în România, 1945-1965. Retrospectiva bibliografica, 1990-1994, III, 1992 (A-G), Arhivele Totalitarismului, nr. 2/ 1995, p. 202-221

- Apostolescu Marilena, Bogdan Anca, Desa Stanca, Roske Octavian, Rezistența anticomunistă în România, 1945-1965. Retrospectiva bibliografica, 1990-1994, IV, 1992 (H-M), Arhivele Totalitarismului, nr. 3/1995, p. 237-246

- Apostolescu Marilena, Bogdan Anca, Desa Stanca, Roske Octavian, Rezistența anticomunistă în România, 1945-1965. Retrospectiva bibliografica, 1990-1994, V, 1992 (N-Z), Arhivele Totalitarismului, nr. 4/1995, p. 203-220

- Apostolescu Marilena, Bogdan Anca, Desa Stanca, Roske Octavian, Rezistența anticomunistă în România, 1945-1965. Retrospectiva bibliografica, 1990-1994, VI, 1993 (A-Z), Arhivele Totalitarismului, nr. 10, 1/1996, p. 215-241

- Apostolescu Marilena, Bogdan Anca, Desa Stanca, Roske Octavian, Rezistența anticomunistă în România, 1945-1965. Retrospectiva bibliografica, 1990-1994, VII, 1994, Arhivele Totalitarismului, nr. 11-12, 2-3/1996, p. 221-233

- Arhiva Asociației foștilor deținuți politici din România – Din documentele rezistenței, nr.1, nr.2, nr.3 - 1991, nr.4, nr.5, nr.6, nr.7 – 1992, nr.8 – 1993

- Arhivele Totalitarismului, 1-2/2003, ISSN 1221-6917, Institutul Național pentru Studiul Totalitarismului

- Arhivele Totalitarismului, 3-4/2003, ISSN 1221-6917 , Institutul Național pentru Studiul Totalitarismului

- Baicu Petre, Salcă Alexandru, Rezistența în munți și orașul Brașov (1944-1948) (La Résistance dans les montagnes et la ville de Brașov). Brașov, Ed. Transilvania Express, 1997

- Bellu Ștefan, Rezistența în munții Maramureșului (La Résistance dans les monts de Maramureș). In: AS, 1995, 2, p. 320-326.

- Bellu Ștefan, Pădurea răzvrătită. Mărturii ale rezistenței anticomuniste, Editura Gutinul, Baia Mare, 1993

- Botlung Teofil, Rapoarte ale Securității privind nimicirea luptătorilor din munți (Rapports de le Sécurité concernant l'annihilation des lutteurs des montagnes). In: AS, 1995, 2, p. 295-302.

- Breazu Steliana, Grupul de rezistență anticomunistă al lui Cantemir Gligor din munții Zarandului și munții Codrului, pe valea Crișului Alb (Le groupe de résistance anticommuniste de Cantemir Gligor dans les monts de Zarand et les monts Codrului, sur la vallée du Criș Blanc). In: AS, 1995, 2, p. 334-337.

- Brișcă Adrian, O zi din viața unui partizan. Documente privind viata cotidiană a partizanilor anticomuniști din Bucovina, 1944-1958, Arhivele Totalitarismului, nr.1-2/1994, p. 258-276

- Brișcă Adrian, O zi din viața unui partizan. Documente privind viata cotidiană a partizanilor anticomuniști din Bucovina, 1944-1958, II, Arhivele Totalitarismului, nr.3/1994, p. 165-183

- Brișcă, Adrian, O zi din viața unui partizan. Documente privind viata cotidiană a partizanilor anticomuniști din Bucovina, 1944-1958, III, Arhivele Totalitarismului, nr. 4/1994, p. 93-116

- Brișcă, Adrian, O zi din viața unui partizan. Documente privind viata cotidiană a partizanilor anticomuniști din Bucovina, 1944-1958, IV, Arhivele Totalitarismului, nr. 1/1995, p. 104-136

- Brișcă, Adrian, O zi din viața unui partizan. Documente privind viata cotidiană a partizanilor anticomuniști din Bucovina, 1944-1958, V, Arhivele Totalitarismului, nr. 2/1995, p. 78-95

- Brișcă, Adrian, O zi din viața unui partizan. Documente privind viata cotidiană a partizanilor anticomuniști din Bucovina, 1944-1958, VI, Arhivele Totalitarismului, nr. 3/1995, p. 83-104

- Brișcă, Adrian, The Anticommunist Armed Resistance in Romania, 1944-1962, Arhivele Totalitarismului, nr. 34-35, 1-2/2002, p. 75-101

- Brișcă Adrian, Alexandru Cartojan (1901-1965), Arhivele Totalitarismului, nr. 3-4/2004, p. 252-258

- Brișcă Adrian. Rezistența armată anticomunistă din România, 1944-1962 (La résistance armée anticommuniste de Roumanie). In: Arhivele Totalitarismului., 1999, 7, nr. 1-2, p. 42-67.

- Brișcă Adrian, Ciuceanu Radu, Rezistența anticomunistă din Romania. Reacțiile sistemului represiv 1948-1949 (La résistance anticommuniste de Roumanie. Les réactions du systeme répressif). In: Arhivele Totalitarismului, 1997, 17, nr. 4, p. 133-149.

- Brișcă Adrian, Ciuceanu Radu. Rezistența armată din Bucovina. 1944-1950. Vol. I (La résistance armée de Bucovine). București, 1998, 422 p.

- Brișcă Adrian – Jurnalul unui partizan: Vasile Motrescu și rezistența armată din Bucovina, Ed. Institutul Național pentru Studierea Totalitarismului, București, 2005

- Brișcă, Adrian, Buhoci, Puica, Rezistența armată din Munții Apuseni: gruparea maiorului Nicolae Dabija 1948-1949, Vol. 1, Editura Institutul Național pentru Studiul Totalitarismului, 2007

- Budeancă Cosmin, O înscenare judiciară regizată de Securitatea hunedoreană. Organizația "Garda albă" (Une mis en scene judiciare dirigée par la Sécurité de Hunedoara. L'organisation "La Garde blanche"). In: AIO, 1998, 1, p. 259-285.

- Bujduveanu, Tănase, Rezistența anticomunistă din Comuna Sinoe, Județul Constanța, Editura Ex Ponto, 2011

- Căpățână Claudia, Ciolcă Răzvan, Fișe pentru o istorie a rezistenței anticomuniste. Grupul "Haiducii Muscelului" (La résistance anticommuniste). In: MI, 1998, 32, nr. 6, p. 40-44.

- Ciobanu,Mircea - Convorbiri cu Mihai I al României, Editura Humanitas, 2008, ediția a III-a, ISBN 978-973-50-2122-1

- Ciuceanu Radu, Miscarea Națională de Rezistența. Organizatia Graiul Sângelui. Dosarul Operativ, 1946, Arhivele Totalitarismului, nr. 1/1995, p. 85-103

- Ciuceanu Radu, Sumanele Negre. Dosarul operativ, 1946-1947, III, Arhivele Totalitarismului, nr. 2/1995, p. 96-110

- Ciuceanu Radu, Sumanele Negre. Dosarul Operativ, 1945, IV, Arhivele Totalitarismului, nr. 3/1995, p. 105-119

- Ciuceanu Radu, Sumanele negre. Dosarul operativ, 1945, V, Arhivele Totalitarismului, nr. 4/1995, p. 66-78

- Ciuceanu Radu, Sumanele Negre. Dosarul operativ, 1945-1946, VI, Arhivele Totalitarismului, nr. 10, 1/ 1996, p. 62-7

- Ciuceanu Radu, Sumanele Negre. Dosarul operativ. 1946, VII, Arhivele Totalitarismului, nr. 11-12, 2-3/1996, p. 103-114

- Ciuceanu Radu, Sumanele Negre. Dosarul operativ, 1945-1946, VIII, Arhivele Totalitarismului, nr. 15-16, 2-3/1997, p. 111-122

- Ciuceanu Radu, Mișcarea Națională de Rezistență. Sumanele negre. Dosarul operativ, Arhivele Totalitarismului, nr. 1-2/1994, p. 241-257

- Ciuceanu Radu, Sumanele Negre. Dosarul operativ, 1946, II, Arhivele Totalitarismului, nr. 4/1994, p. 117-131

- Ciuceanu Radu, Roske Octavian, Troncotă Cristian, Începuturile mișcării de rezistență în România. Vol. I (Les commencements du mouvement de résistance en Roumanie). București, Institutul Național pentru Studiul Totalitarismului, 1998

- Colectiv C.N.S.A.S – Trupele de securitate (1949-1989), documente CNSAS, Ed. Nemira, București, 2004

- Cojoc Marian, Considerații generale privind mișcarea de rezistență din Dobrogea, 1948-1953 (Considérations génerales concernant le mouvement de résistance de Dobroudja). In: Arhivele Totalitarismului, 1998, 6, nr. 4, p. 76-82.

- Cojoc Marian, Mișcarea de rezistență anticomunistă din Dobrogea, 1949 (Le mouvement de résistance anticommuniste de Dobroudja). In: Arhivele Totalitarismului, 1998, 6, nr. 1, p. 94-115.

- Cojoc Marian, "Regionala Marea", episod al rezistenței anticomuniste din Dobrogea ("L'organisation La Mer", épisode de la résistance anticommuniste de Dobroudja). In: Timpul istoriei, II, București, 1998, p. 332-340.

- Cojoc Marian, Rezistența armată din Dobrogea, 1945-1960, Ed. Institutul Național pentru Studierea Totalitarismului, București, 2004

- Courtois Stephane, Cartea neagră a comunismului: crime, teroare, represiune, traducere de Busuioc Ileana, Ivănescu Maria, Despois Doina Jela, note și Addenda privind represiunea comunistă în România întocmite de Fundația Academia Civică, Ed. Humanitas, București 1998

- Deletant Dennis – Teroarea comunistă în România, Ed. Polirom, Iași, 2001

- Dobre Florica (coord.) – Bande, bandiți și eroi. Grupurile de rezistență și Securitatea (1948-1968), Ed. Enciclopedică, București, 2003

- Dobrincu Dorin, Rezistența armată anticomunistă la începutul "republicii populare" (La résistance armée anticommuniste au début de la "république populaire"). In: AS, 1998, 6, p. 210-237.

- Eșan Ioan, Vulturii Carpaților. Rezistența anticomunistă din Munții Făgăraș.1948-1958, Ed. RAR, 1993

- Faur Antonio, Contribuții la cunoașterea rezistenței anticomuniste din sudul Bihorului (1946-1950) (Contributions a la conaissance de la résistance anticommuniste du Sud du Bihor). In: CTC, 1993, 4, nr. 5-6, p. 1, 3.

- Figuri de luptători din munții Făgăraș - versantul nordic(Figures de lutteurs des monts de Făgăraș - le versant nordique). In: Memoria, s.a., nr. 12, p. 102-107.

- Focșeneanu, Eleodor - Istoria constituțională a României (1859-2003) (volum disponibil integral public prin dorința autorului)

- Oprea, Marius , Garda Tineretului Român, Brașov, 1958. Istoria unei organizații anticomuniste (La Garde de la Jeunesse Roumaine. L'histoire d'une organisation anticommuniste). Ediție îngrijită de Horia Salcă, Ed. Transylvania Press, Brașov 1998

- Gavrilă-Ogoranu Ion, Brazii se frâng, dar nu se îndoiesc. Din rezistența anticomunistă din Munții Făgăraș. Vol. II (Les sapins se rompent, mais ne se courbent pas. De la résistance anticommuniste des monts Făgăraș). Timișoara, Ed. Marineasa, 1995, 359 p.

- Gavrilă-Ogoranu Ion, Cum a acționat Securitatea în intenția lichidării grupurilor de rezistență (L'action de la sécurité pour la liquidation des groupes de résistance). In: AS, 1995, 2, p. 338-340.

- Gould Lee, Arthur - Coroana contra secera și ciocanul. Povestea Regelui Mihai al României, Editura Humanitas, București, 1998, ISBN 973-28-0829-2. Traducerea din engleză de Maria Bica.

- Grupul de rezistență "maior Nicolae Dabija" (Le groupe de résistance "major Nicolae Dabija"). In: Memoria, s.a., nr. 13, p. 59-67.

- Hlihor Constantin, Generali români în rezistența anticomunistă (Généraux roumains dans la résistance anticommuniste). In: AS, 1995, 2, p. 184-188.

- Hriniuc Radu, Rezistență națională armată anticomunistă. Profil de partizan - Gheorghe Pașca/Săliștea de Sus - Maramureș (La résistance nationale armée anticommuniste. Profil de partisan - Gheorghe Pașca). In: AIO, 1998, 1, p. 237-257.

- Institutul Național pentru Studiul Totalitarismului - Începuturile Mișcării de Rezistență în România 2 vol., București 1998

- Ionițoiu Cicerone, Cartea de aur a rezistenței românești împotriva comunismului,vol.I – 1995, vol. II – 1996, Ed. Tipografia „Hrisovul”, București

- Ionițoiu Cicerone, Album al martirilor genocidului comunist, Ed. Casa de Presă și Ed. Tribuna SRL, Sibiu, 1999

- Ionițoiu Cicerone, Viața politică și procesul lui Iuliu Maniu, vol. I,II, Ed. LibraVox, 2003

- Ionițoiu Cicerone, Rezistența armată anticomunistă din munții României 1946- 1958, Ed. Gîndirea Românească, 1993 -

- Ionnițiu, Mircea - Amintiri și reflecțiuni, Editura Enciclopedică, 1993, ISBN 973-45-0039-2

- Ivan Duică, Camelia, Rezistența anticomunistă din Maramureș: gruparea Popșa: 1948-1949, Institutul Național pentru studiul totalitarismului, 2005

- Ivan Paula, Aspects du mouvement de résistance anti-communiste a Cluj et a Alba, 1947-1952. In: Trans. R, 1995, 4, nr. 4, p. 116-121

- Jurju Cornel, Familia și rezistența anticomunistă din Munții României (La famille et la résistance anticommuniste dans les Monts de la Roumanie). In: Studii de istorie a Transilvaniei. Cluj-Napoca, 1999, p. 85-92 ; RB, 1999, 12-13, p. 85-92.

- Jurju, Cornel, Budeancă, Cosmin, "Suferința nu se dă la frați--": mărturia Lucreției Jurj despre rezistența anticomunistă din Apuseni (1948-1958), Editura Dacia, 2002

- Matei Tudor, Rezistența anticomunistă din Mehedinți (La résistance anticommuniste de Mehedinți). In: AS, 1998, 6, p. 250-255.

- Mărgineanu Liviu, 1947 - Anul lichidării democrației în România și al radicalizării rezistenței anticomuniste (1947 - L'an de la liquidation de la démocratie en Roumanie et de la radicalisation de la résistance anticommuniste). In: AS, 1997, 5, p. 400-409.

- Milin Miodrag (coord), Rezistența anticomunistă din Munții Banatului. Zona Domașnea - Teregova. Interviuri și evocări (La Résistance anticommuniste des Monts du Banat. La zone de Domașnea - Teregova. Interviews et évocations), Ed. Presa Universitară Română, Timișoara, 1998

- Milin Miodrag, Rezistența anticomunistă din Munții Banatului în documente, Fundația Academia civică, 2000

- Milin Miodrag, Rezistența anticomunistă din Munții Banatului: zona Mehadia, Iablanița, Breazova : interviuri și evocări, Universitatea Banatului. Facultatea de Științe Politice și Administrative, Muzeul Banatului, Editura Marineasa, 2000

- Munteanu Ioan, Anul 1947 - începutul rezistenței armate anticomuniste în vestul României (L'an 1947 - le commencement de la résistance armée anticommuniste a l'Ouest de la Roumanie). In: AS, 1997, 5, p. 430-441.

- Munteanu Ioan, Rezistența anticomunistă în vestul României (La résistance contre le régime communiste dans le ouest de la Roumanie). In: Biblioteca Sighet, Fundația Academia Civică. s.l., 1997, p. 9-17.

- Neamțu, Traian, Bulat, Virgil, Cartea Albă a rezistenței anticomuniste din zona Clujului, Editura Galaxia Gutenberg, Târgu Lăpuș, 2009 - recenzie

- Nicoară Cornel, Gruparea Vladimir Macoviciuc. In: AS, 1998, 6, p. 205-209

- Onișoru Gheorghe, Instaurarea regimului comunist în România, Ed. CNSAS, București, 2001

- Onișoru Gheorghe, Mișcarea armată de rezistență anticomunistă din România. 1944- 1962, Studii C.N.S.A.S, Ed. Kullusys, București, 2003

- Onișoru Gheorghe (coord.), Totalitarism și rezistență, teroare și represiune în România comunistă, Studii C.N.S.A.S, București, 2001 Pelin Mihai – Cartea albă a Securității – Document

- Orga Valentin, Atitudini ale femeii în mișcarea de rezistență (Attitudes de la femme dans le mouvement de résistance). In: Studii de istorie a Transilvaniei. Cluj-Napoca, 1999, p. 97-105 ; RB, 1999, 12-13, p. 97-105

- Pop Săileanu, Aristina, Să trăiască partizanii până vin americanii - Povestiri din munți, din închisoare și din libertate, Editura Fundația Academia Civică, 2008 - recenzie1 - recenzie2 Arhivat în 26 februarie 2014, la Wayback Machine.

- Popa Neculae, Represiune și rezistență în jud.Neamț, ed. a II-a, Ed. Vremea, București,2001

- Popescu Alexandru, Lumea rezistenței anticomuniste românești (La résistance anticommuniste en Roumanie). In: MI, 1997, 31, nr. 9, p. 28-32.

- Porter, Sir Ivor - Mihai I al României. Regele și Țara, Editura ALLFA, 2007

- Procesul Generalilor - Cercul Profesional Militar al P.N.Ț (1946-1948) - Documente selecția documentelor, studiu introductiv și notă asupra ediției: Corneliu Beldiman, Ed. Vremea, București, 2000

- Rădulescu Zoe, Rezistența anticomunistă din munții Babadag (La Résistance anticommuniste des monts de Babadag). In: AS, 1995, 2, p. 311-319.

- Rusnac Mircea, Procesul partizanilor anticomuniști din Banat (1949) (Le proces des partisans anticommunistes de Banat). In: Banatica, 1996, 14, p. 417-431.

- Rusnac Mircea, Mișcarea de rezistență anticomunistă din Banat (1945-1953) (Le mouvement de resistance anticommuniste de Banat). In: Banatica, 2003, 16, p. 371-394.

- Sebeșan Emil, Rezistența anticomunistă din Banat 1948-1949 (La résistance anticommuniste de Banat). In: Arhivele Totalitarismului, 1997, 17, nr. 4, p. 49-54.

- Sebeșan Emil, Silveanu Ileana, Rezistența din Banat (La Résistance de Banat). In: Arhivele Totalitarismului, 1998, 6, nr. 2-3, p. 139-152.

- Sebeșan Emil, Silveanu Ileana, Rezistența din Banat. 1949 (La Résistance de Banat, 1949). In: Arhivele Totalitarismului, 1998, 6, nr. 1, p. 116-138.

- Sitariu Mihaela, Rezistența anticomunistă. Timișoara 1956 (La résistance anticommuniste). București, Ed. Sophia, 1998, 189 p.

- Șahan Eugen, Aspecte din rezistența românească împotriva sovietizării în perioada martie 1944-1962 (Aspects de la Résistance roumaine contre la soviéTiszation). In: AS, 1995, 2, p. 213-278.

- Ștefan Ion, Organizația "Casa Albă", partizanii P.N.Ț. (L'organisation "La Maison Blanche", les partisans du Parti National Paysan). In: Memoria, s.a., nr. 21, p. 127-138.

- Șular Claudiu, Mișcarea de rezistență anticomunistă a "grupului Alexandru Podea" din Negrilești (Le mouvement de résistance anticommuniste du "groupe Alexandru Podea" de Negrilești). In: AIO, 1998, 1, p. 215-234.

- Timaru Mihai, Am fost ofițer al armatei regale române și nu puteam să absentez de la lupta armată anticomunistă din Munții Vrancei (J'ai été officier de l'armée royale roumaine et je ne prouvait pas m'absenter de la lutte armée anticommuniste des Monts de Vrancea). In: Memoria, s.a., nr. 20, p. 113-123.

- Timaru Mihai, Lupta de rezistență anticomunistă în munții Vrancei (La lutte de résistance anticommuniste dans les monts de Vrancea). In: AS, 1995, 2, p. 327-333.

- Troncotă Cristian, Procesul Mișcării Naționale de Rezistență 1946 (Le proces du Mouvement National de Résistance). In: Arhivele Totalitarismului, 1997, 17, nr. 4, p. 117-132.

- Troncotă Cristian, Procesul Mișcării Naționale de Rezistență. 1946 (Le proces du Mouvement National de Résistance). In: Arhivele Totalitarismului, 1998, 6, nr. 2-3, p. 102-120.

- Troncotă Cristian, Istoria securitatii regimului comunist din România, vol. I: 1948 - 1964, Ed. Institutul Național pentru Studierea Totalitarismului, București, 2003

- Troncotă Cristian, Torționarii, Ed. Elion, București, 2006

- Țurcanu Ion, Rezistența anticomunistă din Basarabia. Grupul Filimon Bodiu, 1946-1950, Arhivele Totalitarismului, nr. 2/1995, p. 61-77

- Țurlea Petre – Procesul organizației T, Ed. Libra, București, 2000

- Vasiliu Constantin Dinu, Munții Bucovinei, primii munți în flăcări (Les Monts de Bucovine, les premiers monts en flammes). In: Memoria, s.a., nr. 10, p. 100-108.

- Vatamaniuc Gavril, Lupta armată împotriva comunismului în Bucovina și reprimarea ei (La lutte armée contre le communisme en Bucovine et sa répression). In: AS, 1995, 2, p. 308-310.

- Viguié-Desplaces, Philippe - Majestatea Sa Regele Mihai I al României - O domnie întreruptă. Convorbiri cu Philippe Viguié-Desplaces, Editura Libra, 1995

- Voicu-Arnăuțoiu Ioana, Începuturile rezistenței anticomuniste în sudul Munților Făgăraș (Les commencements de la résistance anticommuniste dans le sud des Monts de Făgăraș). In: AS, 1998, 6, p. 238-249.

- Voicu–Arnățoiu Ioana-Raluca, Luptătorii din munți. Toma Arnăuțoiu. Grupul de la Nucșoara. Documente ale anchetei, procesului, detenției, Ed. Vremea, București, 1997

- Zugravu Cezar, O istorie a rezistenței și a represiunii : 1945-1989, Ed. Tipo Moldova, Iași, 2002